# Веслування на байдарках і каное на літніх Олімпійських іграх 2020 — байдарки-одиночки, 200 метрів (чоловіки)
Змагання з веслування на байдарках-одиночках на дистанції 200 м серед чоловіків на літніх Олімпійських іграх 2020 відбулися 4 - 5 серпня 2021 року на Веслувальному каналі Сі Форест. 

## Передісторія
Це була третя поява цієї дисципліни на Олімпійських іграх. 2012 року нею замінили каное-одиночки 500 метрів серед чоловіків.
У змаганнях взяв участь олімпійський чемпіон 2016 року і чинний чемпіон світу Лаям Гіт з Великої Британії, який здобув квоту для своєї НОК, а НОК його виставила на змагання.

## Формат змагань
Змагання з веслування на байдарках і каное в спринті складаються з чотирьох раундів: попередніх заїздів, чвертьфіналів, півфіналів і фіналів. Особливості проходження етапів залежать від кількості човнів, що розпочинають змагання.

## Розклад
Змагання в цій дисципліні відбулися впродовж двох днів поспіль, два раунди на день. Всі сесії розпочинаються о 9:30 за місцевим часом. Під час однієї сесії можуть відбуватися змагання в кількох різних дисциплінах.
| З | Попередні заїзди | ¼ | Чвертьфінали | ½ | Півфінали | Ф | Фінал |

| Дисципліна↓/Дата →    | Пон 2 | Пон 2 | Вів 3 | Вів 3 | Сер 4 | Сер 4 | Чет 5 | Чет 5 | П'ят 6 | П'ят 6 | Суб 7 | Суб 7 |
| --------------------- | ----- | ----- | ----- | ----- | ----- | ----- | ----- | ----- | ------ | ------ | ----- | ----- |
| Б-1, 200 м (чоловіки) |       |       |       |       | З     | ¼     | ½     | Ф     |        |        |       |       |

## Результати

### Заїзди
Перший і другий човни виходять до півфіналу, решта - потрапляють до чвертьфіналу. 

#### Заїзд 1
| Місце | Доріжка | Байдарочник     | Країна                           | Час    | Примітки |
| ----- | ------- | --------------- | -------------------------------- | ------ | -------- |
| 1     | 5       | Петтер Меннінг  | Швеція (SWE)                     | 34.698 | SF       |
| 2     | 4       | Саул Кравіотто  | Іспанія (ESP)                    | 35.002 | SF       |
| 3     | 3       | Євген Луканцов  | Олімпійський комітет Росії (ROC) | 35.157 | QF       |
| 4     | 2       | Коль Гортон     | Острови Кука (COK)               | 40.061 | QF       |
| 5     | 6       | Рудольф Вільямс | Самоа (SAM)                      | 42.083 | QF       |

#### Заїзд 2
| Місце | Доріжка | Байдарочник     | Країна                | Час    | Примітки |
| ----- | ------- | --------------- | --------------------- | ------ | -------- |
| 1     | 3       | Колош Чизмадіа  | Угорщина (HUN)        | 34.442 | SF       |
| 2     | 4       | Карлос Аревало  | Іспанія (ESP)         | 34.452 | SF       |
| 3     | 5       | Лаям Гіт        | Велика Британія (GBR) | 34.582 | QF       |
| 4     | 6       | Ніколас Матвеєв | Канада (CAN)          | 36.190 | QF       |
| 5     | 2       | Момен Махран    | Єгипет (EGY)          | 38.850 | QF       |

#### Заїзд 3
| Місце | Доріжка | Байдарочник       | Країна               | Час    | Примітки |
| ----- | ------- | ----------------- | -------------------- | ------ | -------- |
| 1     | 4       | Шандор Тотка      | Угорщина (HUN)       | 35.070 | SF       |
| 2     | 5       | Робертс Акменс    | Латвія (LAT)         | 35.448 | SF       |
| 3     | 3       | Чо Гван Хі        | Південна Корея (KOR) | 35.738 | QF       |
| 4     | 2       | Марк де Йонг      | Канада (CAN)         | 36.110 | QF       |
| 5     | 6       | Момотаро Мацусіта | Японія (JPN)         | 36.110 | QF       |

#### Заїзд 4
| Місце | Доріжка | Байдарочник    | Країна                           | Час    | Примітки |
| ----- | ------- | -------------- | -------------------------------- | ------ | -------- |
| 1     | 5       | Манфреді Ріцца | Італія (ITA)                     | 34.867 | SF       |
| 2     | 4       | Максим Бомон   | Франція (FRA)                    | 35.259 | SF       |
| 3     | 2       | Олег Гусєв     | Олімпійський комітет Росії (ROC) | 35.928 | QF       |
| 4     | 3       | Ян Сяосюй      | Китай (CHN)                      | 36.561 | QF       |
| 5     | 6       | Боян Зделар    | Сербія (SRB)                     | 37.092 | QF       |

#### Заїзд 5
| Місце | Доріжка | Байдарочник         | Країна          | Час    | Примітки |
| ----- | ------- | ------------------- | --------------- | ------ | -------- |
| 1     | 4       | Страхиня Стефанович | Сербія (SRB)    | 34.996 | SF       |
| 2     | 3       | Рубен Ресола        | Аргентина (ARG) | 35.059 | SF       |
| 3     | 5       | Міндаугас Малдоніс  | Литва (LTU)     | 35.650 | QF       |
| 4     | 2       | Тува'а Кліфтон      | Самоа (SAM)     | 38.363 | QF       |
| 5     | 6       | Амадо Круз          | Беліз (BIZ)     | 39.645 | QF       |

### Чвертьфінали
Перший і другий човни виходять до півфіналу, решта - вибувають.

#### Чвертьфінал 1
| Місце | Доріжка | Байдарочник        | Країна             | Час    | Примітки |
| ----- | ------- | ------------------ | ------------------ | ------ | -------- |
| 1     | 5       | Міндаугас Малдоніс | Литва (LTU)        | 35.466 | SF       |
| 2     | 2       | Момотаро Мацусіта  | Японія (JPN)       | 35.540 | SF       |
| 3     | 4       | Ян Сяосюй          | Китай (CHN)        | 35.852 |          |
| 4     | 6       | Момен Махран       | Єгипет (EGY)       | 37.836 |          |
| 5     | 3       | Коль Гортон        | Острови Кука (COK) | DNF    | DNF      |

#### Чвертьфінал 2
| Місце | Доріжка | Байдарочник     | Країна                           | Час    | Примітки |
| ----- | ------- | --------------- | -------------------------------- | ------ | -------- |
| 1     | 5       | Лаям Гіт        | Велика Британія (GBR)            | 33.985 | OB, SF   |
| 2     | 4       | Євген Луканцов  | Олімпійський комітет Росії (ROC) | 35.184 | SF       |
| 3     | 3       | Марк де Йонг    | Канада (CAN)                     | 35.462 |          |
| 4     | 7       | Боян Зделар     | Сербія (SRB)                     | 36.531 |          |
| 5     | 6       | Рудольф Вільямс | Самоа (SAM)                      | 41.950 |          |

#### Чвертьфінал 3
| Місце | Доріжка | Байдарочник     | Країна                           | Час    | Примітки |
| ----- | ------- | --------------- | -------------------------------- | ------ | -------- |
| 1     | 5       | Чо Гван Хі      | Південна Корея (KOR)             | 35.048 | SF       |
| 2     | 6       | Ніколас Матвеєв | Канада (CAN)                     | 35.181 | SF       |
| 3     | 4       | Олег Гусєв      | Олімпійський комітет Росії (ROC) | 35.581 |          |
| 4     | 3       | Тува'а Кліфтон  | Самоа (SAM)                      | 38.287 |          |
| 5     | 7       | Амадо Круз      | Беліз (BIZ)                      | 39.333 |          |

### Півфінали
Перші чотири човни виходять до фіналу A, решта - потрапляють до фіналу B.

#### Півфінал 1
| Місце | Доріжка | Байдарочник         | Країна                | Час    | Примітки |
| ----- | ------- | ------------------- | --------------------- | ------ | -------- |
| 1     | 5       | Колош Чизмадіа      | Угорщина (HUN)        | 35.099 | FA       |
| 2     | 7       | Лаям Гіт            | Велика Британія (GBR) | 35.108 | FA       |
| 3     | 4       | Петтер Меннінг      | Швеція (SWE)          | 35.149 | FA       |
| 4     | 2       | Робертс Акменс      | Латвія (LAT)          | 35.688 | FA       |
| 5     | 3       | Страхиня Стефанович | Сербія (SRB)          | 35.855 | FB       |
| 6     | 6       | Максим Бомон        | Франція (FRA)         | 36.072 | FB       |
| 7     | 8       | Ніколас Матвеєв     | Канада (CAN)          | 36.584 | FB       |
| 8     | 1       | Момотаро Мацусіта   | Японія (JPN)          | 7.096  | FB       |

#### Півфінал 2
| Місце | Доріжка | Байдарочник        | Країна                           | Час    | Примітки |
| ----- | ------- | ------------------ | -------------------------------- | ------ | -------- |
| 1     | 5       | Шандор Тотка       | Угорщина (HUN)                   | 35.114 | FA       |
| 2     | 4       | Манфреді Ріцца     | Італія (ITA)                     | 35.171 | FA       |
| 3     | 6       | Карлос Аревало     | Іспанія (ESP)                    | 35.207 | FA       |
| 4     | 3       | Саул Кравіотто     | Іспанія (ESP)                    | 35.934 | FA       |
| 5     | 8       | Євген Луканцов     | Олімпійський комітет Росії (ROC) | 36.036 | FB       |
| 6     | 1       | Чо Гван Хі         | Південна Корея (KOR)             | 36.094 | FB       |
| 7     | 2       | Рубен Ресола       | Аргентина (ARG)                  | 36.552 | FB       |
| 8     | 7       | Міндаугас Малдоніс | Литва (LTU)                      | 36.637 | FB       |

### Фінали

#### Фінал B
| Місце | Доріжка | Байдарочник         | Країна                           | Час    | Примітки |
| ----- | ------- | ------------------- | -------------------------------- | ------ | -------- |
| 9     | 3       | Максим Бомон        | Франція (FRA)                    | 35.998 |          |
| 10    | 8       | Міндаугас Малдоніс  | Литва (LTU)                      | 36.257 |          |
| 11    | 5       | Страхиня Стефанович | Сербія (SRB)                     | 36.329 |          |
| 12    | 4       | Євген Луканцов      | Олімпійський комітет Росії (ROC) | 36.369 |          |
| 13    | 6       | Чо Гван Хі          | Південна Корея (KOR)             | 36.440 |          |
| 14    | 7       | Ніколас Матвеєв     | Канада (CAN)                     | 36.625 |          |
| 15    | 2       | Рубен Ресола        | Аргентина (ARG)                  | 36.775 |          |
| 16    | 1       | Момотаро Мацусіта   | Японія (JPN)                     | 37.250 |          |

#### Фінал A
| Місце | Доріжка | Байдарочник    | Країна                | Час    | Примітки |
| ----- | ------- | -------------- | --------------------- | ------ | -------- |
| 1     | 4       | Шандор Тотка   | Угорщина (HUN)        | 35.035 |          |
| 2     | 6       | Манфреді Ріцца | Італія (ITA)          | 35.080 |          |
| 3     | 3       | Лаям Гіт       | Велика Британія (GBR) | 35.202 |          |
| 4     | 5       | Колош Чизмадіа | Угорщина (HUN)        | 35.317 |          |
| 5     | 2       | Карлос Аревало | Іспанія (ESP)         | 35.391 |          |
| 6     | 7       | Петтер Меннінг | Швеція (SWE)          | 35.562 |          |
| 7     | 8       | Саул Кравіотто | Іспанія (ESP)         | 35.568 |          |
| 8     | 1       | Робертс Акменс | Латвія (LAT)          | 36.014 |          |